# Skeletonwitch
Skeletonwitch je američki black/thrash metal sastav iz Athensa, Ohio.

## Povijest sastava
Sastav je osnovan 2003. godine, te je njihov prvi studijski album At One with the Shadows objavila diskografska kuća Shredded Records 2004. Zbog propasti Shredded Recordsa, sami objavljuju idući EP Worship the Witch, nakon čega potpisuju za Prosthetic Records. Godine 2007. objavljuju drugi studijski album Beyond the Permafrost, a iduće nastupaju kao jedni od četiri glavnih izvođača na turneji Blackest of the Black, koju je osnovao Glenn Danzig, bivši član The Misfitsa. Svoj treći album Breathing the Fire objavili su 2009., a četvrti Forever Abomination u listopadu 2011. godine. Idući album Serpents Unleashed objavljuju u listopadu 2013., te su snimili i spot za naslovnu pjesmu s albuma. Zbog učestalih problema s alkoholizmom, pjevač Chance Garnette, ujedno i jedan od osnivača sastava te brat gitarista Natea, napušta sastav, a zamjenjuje ga Adam Clemans iz sastava Wolvhammer. Prvi materijal snimljen s novim pjevačem je EP The Apothic Gloom, objavljen 2016. godine.

## Članovi
Trenutačna postava
- Nate Garnette - gitara (2003.-)
- Scott Hedrick - gitara (2003.-)
- Evan Linger - bas-gitara (2008.-)
- Dustin Boltjes - bubnjevi (2011.-)
- Adam Clemans - vokal (2016.-)

Bivši članovi
- Jimi Shestina - bas-gitara
- Eric Harris - bas-gitara
- Derrick Nau - bubnjevi (2003. – 2011.)
- Tony Laureano - bubnjevi (studijski, 2011.)
- Chance Garnette - vokal (2003. – 2015.)

## Diskografija
Studijski albumi
- At One with the Shadows (2004.)
- Beyond the Permafrost (2007.)
- Breathing the Fire (2009.)
- Forever Abomination (2011.)
- Serpents Unleashed (2013.)
- Devouring Radiant Light (2018.)

EP
- Worship the Witch (2006.)
- Onward to Battle/The Infernal Resurrection (2011.)
- The Apothic Gloom (2016.)

## Vanjske poveznice
- Službena MySpace stranica